# Млин (Самбірський район)
Млин — село в Україні, у Самбірському районі Львівської області. Населення становить 7 осіб (2021). Орган місцевого самоврядування - Ралівська сільська рада.